# 1910 en santé et médecine
| Années de la santé et de la médecine : 1907 - 1908 - 1909 - 1910 - 1911 - 1912 - 1913    |
| Décennies de la santé et de la médecine : 1880 - 1890 - 1900 - 1910 - 1920 - 1930 - 1940 |

Cet article présente les faits marquants de l'année 1910 en santé et médecine.

## Événements

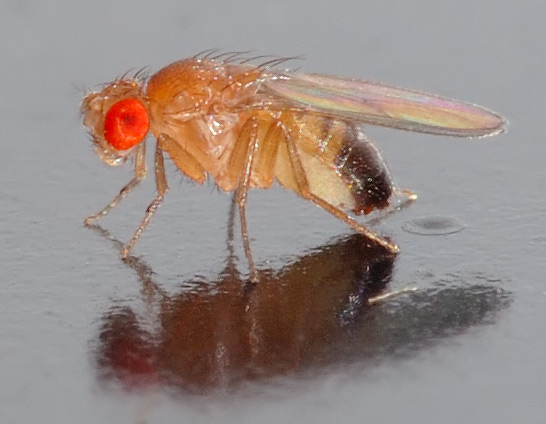
Drosophila melanogaster

- 3-8 octobre : Henry Delagenière préside le 23e congrès français de chirurgie, tenu à Paris[1].
- 9 novembre : à l'initiative d'Émile Roux, l'Institut Pasteur crée un laboratoire de chimie thérapeutique dont il confie la direction au chimiste et pharmacologue Ernest Fourneau[2]. Entre les deux guerres, ce laboratoire s'illustrera par la découverte du premier arsenical pentavalent, du premier adrénolytique alpha de synthèse, du premier antihistaminique, du premier antiarythmique, du premier médicament de synthèse à effet muscarinique commercialement exploitable, du premier curarisant de synthèse, et par la découverte des propriétés thérapeutiques du sulfamide.
- Travaillant sur la mouche du vinaigre (Drosophila melanogaster), le zoologiste américain Thomas Hunt Morgan commence des recherches qui lui vaudront en 1933 le prix Nobel de médecine « pour ses découvertes concernant le rôle joué par le chromosome dans l'hérédité[3] ».

## Publication
Gustave Roussy et Pierre Ameuille, Technique des autopsies.

## Récompense
- Prix Nobel de médecine : Albrecht Kossel, « en reconnaissance de ses contributions à la connaissance de la chimie de la cellule, par ses travaux sur les protéines, incluant les substances nucléiques[5] ».

## Naissances
- 9 février : Jacques Monod (mort en 1976), biologiste et biochimiste français, lauréat du prix Nobel de médecine en 1965, « attribué conjointement avec François Jacob et André Lwoff, pour leurs découvertes relatives au contrôle génétique de la synthèse des enzymes et des virus[6] ».
- 20 mars : Stéphane Thieffry (mort en 1990), neuropédiatre français, spécialiste de la poliomyélite et de l'épilepsie.
- 1er juin : Eric Bywaters (en) (mort en 2003), médecin anglais.
- 8 juin : Albert Netter (mort en 2012), médecin français, spécialiste de gynécologie et d'endocrinologie.
- 16 juillet : Jacob Churg (de) (mort en 2005), pathologiste polonais (né dans l'Empire russe), naturalisé américain.
- 20 juillet : André Soubiran (mort en 1999), médecin et écrivain français.
- 6 août : Pierre Mercier (mort en 1997), médecin et microbiologiste français, directeur de l'Institut Pasteur de 1966 à 1971.
- 30 décembre : Stephen Taylor (mort en 1988), médecin, éducateur et homme politique britannique.
- Jean Dastugue (mort en 1996), chirurgien, anatomiste et paléopathologiste français[7].
- Harry Shwachman (mort en 1986), pédiatre américain, qui a donné son nom à la maladie de Shwachman[8].
- Murray Sanders, bactériologiste américain qui a donné le nom anglais de « Sanders disease » ou « Sanders syndrome » à la kératoconjonctivite[9].

## Décès
- 28 janvier : Enrico Sertoli (né en 1842), histologiste italien.
- 4 février : Wilhelm Krause (de) (né en 1833), anatomiste allemand.
- 8 février : Emanuel Zaufal (né en 1837), rhinologiste tchèque[10].
- 22 mars : Walter Cheadle (en) (né en 1836), pédiatre anglais.
- 22 mars : Julien Fraipont (né en 1857), zoologue, paléontologue et anthropologue belge, découvreur des squelettes néandertaliens de la grotte de Spy.
- 20 avril : Hermann Lenhartz (de) (né en 1854), médecin allemand.
- 10 mai : Stanislao Cannizzaro (né en 1826), chimiste italien, auteur de travaux sur la pharmacologie de la santonine.
- 27 mai : Robert Koch (né en 1843), bactériologiste allemand, découvreur de la bactérie responsable de la tuberculose, le bacille de Koch, ce qui lui vaut le prix Nobel de médecine en 1905.
- 31 mai : Elizabeth Blackwell (née en 1821), médecin, auteur et féministe anglo-américaine, première femme diplômée en médecine par une université aux États-Unis et première femme membre de l'ordre des médecins de Grande-Bretagne.
- 12 août : Louis Olivier (né en 1854), botaniste, ingénieur et microbiologiste français.
- 13 août : Louis Hubert Farabeuf (né en 1841), chirurgien français, introducteur de l'hygiène dans l'enseignement médical.
- 13 août : Florence Nightingale (née en 1820), infirmière britannique, pionnière des soins infirmiers modernes, de l'utilisation des statistiques dans le domaine de la santé et de la simplification du langage médical.
- 20 août : Hermann Schwartze (de) (né en 1837), otologiste allemand.
- 26 août : Friedrich von Recklinghausen (né en 1833), médecin allemand.
- 28 août : Paolo Mantegazza (né en 1831), médecin, neurologue, anthropologue, hygiéniste, écrivain, vulgarisateur et homme politique italien, célèbre, en particulier, pour sa découverte du principe actif de la coca.
- 28 septembre : Fulgence Raymond (né en 1844), neurologue français, successeur de Charcot à la Salpêtrière.
- 1er octobre : Rudolf Chrobak (de) (né en 1840), gynécologue autrichien.
- 26 novembre : Étienne Lancereaux (né en 1829), médecin français, découvreur de l'origine du diabète.
- 11 décembre : Henri Huchard (né en 1844), neurologiste et cardiologue français.
- 12 décembre : Franz König (de) (né en 1832), chirurgien allemand.
- 16 décembre : Henri Brocard (né en 1839), ingénieur et industriel, fabricant de produits d'hygiène et de parfumerie.
- Lajos Goth (date de naissance inconnue), gynécologue hongrois[11].